# Bons-Tassilly
Bons-Tassilly är en kommun i departementet Calvados i regionen Normandie i norra Frankrike. Kommunen ligger i kantonen Falaise-Nord som ligger i arrondissementet Caen. År 2022 hade Bons-Tassilly 392 invånare.

## Befolkningsutveckling
Antalet invånare i kommunen Bons-Tassilly
Referens: INSEE